# I liga argentyńska w piłce nożnej (1966)
Mistrzem Argentyny w roku 1966 został klub Racing Club de Avellaneda, a wicemistrzem Argentyny klub River Plate.
Nikt nie spadł do drugiej ligi, natomiast z drugiej ligi do pierwszej awansowały dwa kluby – Unión Santa Fe i Deportivo Español. Pierwsza liga została powiększona z 20 do 22 klubów.
Do Copa Libertadores 1967 zakwalifikowały się następujące kluby:
- Racing Club de Avellaneda (mistrz Argentyny)
- River Plate (wicemistrz Argentyny)

## Primera Divisón

### Kolejka 1
| Data         | Mecz |
| ------------ | --- |
| 6 marca 1966 | Racing Club de Avellaneda – Atlanta Buenos Aires 2:0 Juan J. Rodríguez (2)                                                                              |
| 6 marca 1966 | San Lorenzo de Almagro – Independiente 0:1 Vicente de la Mata (g)                                                                                       |
| 6 marca 1966 | Rosario Central – River Plate 1:0 Adolfo Bielli (k) |
| 6 marca 1966 | Ferro Carril Oeste – Estudiantes La Plata 0:1 Roberto Santiago                                                                                          |
| 6 marca 1966 | Club Atlético Lanús – CA Banfield 0:1 Fernando Aréan |
| 6 marca 1966 | Argentinos Juniors – CA Huracán 3:4 Roberto Puppo, Jorge Coch, Ricardo Ulrich (k) - Héctor Catalano, Alfredo Obberti, Tito Gómez (k), Sebastián Viberti |
| 6 marca 1966 | Gimnasia y Esgrima La Plata – Vélez Sarsfield 1:2 Oscar T. López - Daniel Willington, César Repetto                                                     |
| 6 marca 1966 | CA Platense – CA Argentino de Quilmes 2:2 Adalberto Marchesse, Alberto Sciarra - Héctor Vitale (2)                                                      |
| 6 marca 1966 | CA Colón – Chacarita Juniors 1:2 Pedro Medina - Félix Leeb, Pedro Confesor                                                                              |
| 6 marca 1966 | Boca Juniors – Newell’s Old Boys 2:1 Ángel C. Rojas, Antonio Rattín - Ricardo F. Giménez                                                                |

### Kolejka 2
| Data            | Mecz |
| --------------- | --- |
| 13 czerwca 1966 | Vélez Sarsfield – Racing Club de Avellaneda 0:0                                                                  |
| 13 czerwca 1966 | Atlanta Buenos Aires – San Lorenzo de Almagro 0:0                                                                |
| 13 czerwca 1966 | CA Argentino de Quilmes – Boca Juniors 0:3 Ángel C. Rojas (2), Alfredo Rojas                                     |
| 13 czerwca 1966 | CA Huracán – Ferro Carril Oeste 3:1 Alberto Cabaleiro, Alfredo Obberti, Sebastián Viberti - Juan A. Pastorini    |
| 13 czerwca 1966 | Newell’s Old Boys – Gimnasia y Esgrima La Plata 1:1 Carlos Cabrera (k) - Juan C. Trebucq                         |
| 13 czerwca 1966 | CA Banfield – CA Platense 0:0                                                                                    |
| 13 czerwca 1966 | River Plate – CA Colón 4:2 Miguel A. Loayza (2), Luis Cubilla, Daniel Bayo - Abel Vieytez s, Néstor Canevari (k) |
| 13 czerwca 1966 | Estudiantes La Plata – San Lorenzo de Almagro 2:0 Marcos Conigliaro, Eduardo Flores                              |
| 13 czerwca 1966 | Chacarita Juniors – Club Atlético Lanús 1:3 Pedro Confesor - Ángel Silva (2), Juan J. De Mario                   |
| 13 czerwca 1966 | Independiente – Argentinos Juniors 3:0 Raúl Savoy (2, 1k), Luis Artime                                           |

### Kolejka 3
| Data          | Mecz |
| ------------- | --- |
| 20 marca 1966 | Atlanta Buenos Aires – Independiente 1:1 Roberto Salomone - Roberto A. Tarabini                                  |
| 20 marca 1966 | Boca Juniors – CA Banfield 4:0 Alfredo Rojas (2), Norberto Menéndez, Ángel C. Rojas                              |
| 20 marca 1966 | Club Atlético Lanús – River Plate 1:3 Bernardo Acosta - Juan C. Lallana (2), Juan C. Sarnari                     |
| 20 marca 1966 | Rosario Central – CA Huracán 0:0                                                                                 |
| 20 marca 1966 | San Lorenzo de Almagro – Vélez Sarsfield 2:0 Juan C. Carotti, Jorge Castiglia                                    |
| 20 marca 1966 | Racing Club de Avellaneda – Newell’s Old Boys 2:0 Alfio Basile (2)                                               |
| 20 marca 1966 | CA Colón – Estudiantes La Plata 1:1 Néstor Subiat - Carlos Bilardo                                               |
| 20 marca 1966 | Gimnasia y Esgrima La Plata – CA Argentino de Quilmes 4:1 Héctor Borgogno, Carlos Castillo (3) - Ernesto Lencina |
| 20 marca 1966 | CA Platense – Chacarita Juniors 3:2 Néstor Togneri, Leonardo Mansuetto (2) - Félix Leeb (2)                      |
| 20 marca 1966 | Ferro Carril Oeste – Argentinos Juniors 1:3 Juan A. Pastorini - Ricardo Ulrich (2, 2k), Galdino Luraschi         |

### Kolejka 4
| Data          | Mecz |
| ------------- | --- |
| 27 marca 1966 | CA Argentino de Quilmes – Racing Club de Avellaneda 0:5 Jaime Martinoli (4), Miguel A. Mori                                             |
| 27 marca 1966 | Estudiantes La Plata – Club Atlético Lanús 1:1 Marcos Conigliaro - Bernardo Acosta                                                      |
| 27 marca 1966 | River Plate – CA Platense 1:1 Juan C. Sarnari - Jorge N. Miranda                                                                        |
| 27 marca 1966 | Argentinos Juniors – Rosario Central 2:0 Ricardo Ulrich (2, 2k)                                                                         |
| 27 marca 1966 | Newell’s Old Boys – San Lorenzo de Almagro 0:2 Héctor Veira, Narciso Doval                                                              |
| 27 marca 1966 | CA Banfield – Gimnasia y Esgrima La Plata 0:0                                                                                           |
| 27 marca 1966 | Vélez Sarsfield – Atlanta Buenos Aires 4:2 Luis Gallo, Mario Rodríguez, Alberto Ríos, Juan C. Carone - Jorge Fernández, Jorge Domínguez |
| 27 marca 1966 | Chacarita Juniors – Boca Juniors 0:0 |
| 27 marca 1966 | Independiente – Ferro Carril Oeste 4:0 Raúl Savoy (2), Jesús Roldán, Luis Artime                                                        |
| 27 marca 1966 | CA Huracán – CA Colón 1:0 Alberto Cabaleiro                                                                                             |

### Kolejka 5
| Data            | Mecz |
| --------------- | --- |
| 3 kwietnia 1966 | Racing Club de Avellaneda – CA Banfield 0:0                                                                 |
| 3 kwietnia 1966 | Boca Juniors – River Plate 1:3 Alfredo Rojas - Oscar Más (2), Ermindo Onega                                 |
| 3 kwietnia 1966 | Vélez Sarsfield – Independiente 1:1 Juan C. Carone - Luis Artime                                            |
| 3 kwietnia 1966 | Atlanta Buenos Aires – Newell’s Old Boys 1:1 Miguel A. Raimondo - Antonio Alcíbar                           |
| 3 kwietnia 1966 | Rosario Central – Ferro Carril Oeste 3:1 Enzo Gennoni (k), Marcelo Pagani, Mario Videla - Juan A. Pastorini |
| 3 kwietnia 1966 | Club Atlético Lanús – CA Huracán 5:1 Ángel Silva, Bernardo Acosta, Juan J. De Mario (3) - Sebastián Viberti |
| 3 kwietnia 1966 | Gimnasia y Esgrima La Plata – Chacarita Juniors 3:0 Juan C. Trebucq, Carlos Castillo, ?                     |
| 3 kwietnia 1966 | CA Platense – Estudiantes La Plata 0:0                                                                      |
| 3 kwietnia 1966 | San Lorenzo de Almagro – CA Argentino de Quilmes 1:3 Narciso Doval - Alberto D’Errico (2), Héctor Vitale    |
| 3 kwietnia 1966 | CA Colón – Argentinos Juniors 1:1 Néstor Manfredi - Osvaldo Sosa                                            |

### Kolejka 6
| Data             | Mecz |
| ---------------- | --- |
| 10 kwietnia 1966 | Estudiantes La Plata – Boca Juniors 3:4 Eduardo Flores (2), Marcos Conigliaro - Alfredo Rojas (2, 1k), Oscar Pianetti, Ángel C. Rojas |
| 10 kwietnia 1966 | River Plate – Gimnasia y Esgrima La Plata 2:0 Oscar Más, Roberto Matosas (k)                                                          |
| 10 kwietnia 1966 | Independiente – Rosario Central 0:0                                                                                                   |
| 10 kwietnia 1966 | CA Banfield – San Lorenzo de Almagro 3:1 Norberto Raffo, Roberto Zárate, Julio San Lorenzo - Roberto Telch                            |
| 10 kwietnia 1966 | Argentinos Juniors – Club Atlético Lanús 0:1 Ángel Silva                                                                              |
| 10 kwietnia 1966 | Chacarita Juniors – Racing Club de Avellaneda 0:1 Juan J. Rodríguez                                                                   |
| 10 kwietnia 1966 | CA Argentino de Quilmes – Atlanta Buenos Aires 1:1 Miguel A. Basílico - Santiago Rico                                                 |
| 10 kwietnia 1966 | Newell’s Old Boys – Vélez Sarsfield 1:0 Juan C. Justich                                                                               |
| 10 kwietnia 1966 | Ferro Carril Oeste – CA Colón 1:3 Hugo Lencinas - Antonio Pérez (2), Pedro Medina                                                     |
| 10 kwietnia 1966 | CA Huracán – CA Platense 1:0 Tito Gómez                                                                                               |

### Kolejka 7
| Data             | Mecz |
| ---------------- | --- |
| 17 kwietnia 1966 | Club Atlético Lanús – Ferro Carril Oeste 2:1 Ángel Silva, Bernardo Acosta - Juan A. Pastorini (k)          |
| 17 kwietnia 1966 | Racing Club de Avellaneda – River Plate 1:1 Juan C. Cárdenas - Miguel A. Loayza                            |
| 17 kwietnia 1966 | San Lorenzo de Almagro – Chacarita Juniors 3:1 Narciso Doval, Alberto Rendo, Mario Chaldú - Pedro Confesor |
| 17 kwietnia 1966 | Boca Juniors – CA Huracán 2:1 Oscar Pianetti, Alfredo Rojas - Alfredo Obberti                              |
| 17 kwietnia 1966 | Vélez Sarsfield – CA Argentino de Quilmes 2:1 Néstor Canevari, Mario Rodríguez - Héctor Vitale             |
| 17 kwietnia 1966 | Newell’s Old Boys – Independiente 1:3 Juan Sarrachini - Raúl Bernao, Raúl Savoy, Luis Artime               |
| 17 kwietnia 1966 | CA Platense – Argentinos Juniors 1:1 Néstor Togneri - Osvaldo Sosa                                         |
| 17 kwietnia 1966 | Gimnasia y Esgrima La Plata – Estudiantes La Plata 0:0                                                     |
| 17 kwietnia 1966 | Atlanta Buenos Aires – CA Banfield 1:1 Jorge Domínguez - Julio San Lorenzo                                 |
| 19 kwietnia 1966 | CA Colón – Rosario Central 2:2 Luis Medina, Antonio Pérez - Carlos Griguol, Mario Videla                   |

### Kolejka 8
| Data             | Mecz |
| ---------------- | --- |
| 24 kwietnia 1966 | Independiente – CA Colón 4:0 Luis Artime (2), Roberto A. Tarabini, Joao Cardoso                                        |
| 24 kwietnia 1966 | CA Argentino de Quilmes – Newell’s Old Boys 4:0 Carlos Ramírez, Alberto D’Errico, Ernesto Lencina, Héctor Vitale       |
| 24 kwietnia 1966 | Argentinos Juniors – Boca Juniors 0:2 Ángel C. Rojas (2) mecz rozegrany został na stadionie klubu Atlanta Buenos Aires |
| 24 kwietnia 1966 | Rosario Central – Club Atlético Lanús 4:1 Enzo Gennoni (2, 1k), Héctor Guidi s, José Mesiano - Juan J. De Mario        |
| 24 kwietnia 1966 | Ferro Carril Oeste – CA Platense 2:0 Juan A. Pastorini, Felipe Ribaudo                                                 |
| 24 kwietnia 1966 | River Plate – San Lorenzo de Almagro 1:0 Ermindo Onega                                                                 |
| 24 kwietnia 1966 | CA Banfield – Vélez Sarsfield 2:0 José F. Sanfilippo, Roberto Zárate                                                   |
| 24 kwietnia 1966 | CA Huracán – Gimnasia y Esgrima La Plata 1:2 Alfredo Obberti - Héctor Borgogno, Juan C. Trebucq                        |
| 24 kwietnia 1966 | Estudiantes La Plata – Racing Club de Avellaneda 0:1 Miguel A. Mori                                                    |
| 24 kwietnia 1966 | Chacarita Juniors – Atlanta Buenos Aires 1:0 Pedro Confesor                                                            |

### Kolejka 9
| Data        | Mecz |
| ----------- | --- |
| 1 maja 1966 | Racing Club de Avellaneda – CA Huracán 2:0 Juan J. Rodríguez, Jorge Ginarte s                                             |
| 1 maja 1966 | Atlanta Buenos Aires – River Plate 0:3 Miguel A. Loayza (2), Luis Cubilla                                                 |
| 1 maja 1966 | Boca Juniors – Ferro Carril Oeste 1:1 Alfredo Rojas (k) - Miguel A. Tojo                                                  |
| 1 maja 1966 | CA Argentino de Quilmes – Independiente 0:0                                                                               |
| 1 maja 1966 | San Lorenzo de Almagro – Estudiantes La Plata 0:0                                                                         |
| 1 maja 1966 | Gimnasia y Esgrima La Plata – Argentinos Juniors 4:1 Héctor Borgogno (2), Carlos Castillo, Juan C. Trebucq - Osvaldo Sosa |
| 1 maja 1966 | CA Platense – Rosario Central 0:0                                                                                         |
| 1 maja 1966 | Newell’s Old Boys – CA Banfield 3:1 Raúl O. Belén, Ricardo F. Giménez, Carlos Cabrera (k) - Julio San Lorenzo             |
| 1 maja 1966 | Club Atlético Lanús – CA Colón 0:1 Raúl Cardozo Crespo                                                                    |
| 1 maja 1966 | Vélez Sarsfield – Chacarita Juniors 1:1 Alberto Ríos - Conrado Rabbito                                                    |

### Kolejka 10
| Data        | Mecz |
| ----------- | --- |
| 8 maja 1966 | Argentinos Juniors – Racing Club de Avellaneda 0:0 mecz rozegrany został na stadionie klubu Atlanta Buenos Aires |
| 8 maja 1966 | River Plate – Vélez Sarsfield 1:0 Luis Gallo s                                                                   |
| 8 maja 1966 | CA Huracán – San Lorenzo de Almagro 1:2 Alfredo Obberti (k) - Juan C. Facio, Héctor Veira                        |
| 8 maja 1966 | Independiente – Club Atlético Lanús 3:0 Luis Artime (2), Joao Cardoso                                            |
| 8 maja 1966 | CA Colón – CA Platense 1:2 Néstor Subiat - Jorge N. Miranda, Adalberto Marchesse                                 |
| 8 maja 1966 | CA Banfield – CA Argentino de Quilmes 2:1 Julio San Lorenzo, José F. Sanfilippo - Pedro Cubilla                  |
| 8 maja 1966 | Ferro Carril Oeste – Gimnasia y Esgrima La Plata 3:1 Juan A. Pastorini (2, 1k), Miguel A. Tojo - Carlos Castillo |
| 8 maja 1966 | Chacarita Juniors – Newell’s Old Boys 1:2 Antonio Laginestra - Antonio Alcíbar, Roque Avallay                    |
| 8 maja 1966 | Rosario Central – Boca Juniors 0:0                                                                               |
| 8 maja 1966 | Estudiantes La Plata – Atlanta Buenos Aires 1:1 Miguel Vignale s - Roberto Salomone                              |

### Kolejka 11
| Data         | Mecz |
| ------------ | --- |
| 15 maja 1966 | Racing Club de Avellaneda – Ferro Carril Oeste 4:1 Humberto Maschio (2), Jaime Martinoli, Juan C. Rulli - Carlos M. Rodríguez |
| 15 maja 1966 | Boca Juniors – CA Colón 0:0                                                                                                   |
| 15 maja 1966 | Newell’s Old Boys – River Plate 0:1 Oscar Más (k)                                                                             |
| 15 maja 1966 | San Lorenzo de Almagro – Argentinos Juniors 0:2 José Malleo, Pedro Ornad                                                      |
| 15 maja 1966 | Gimnasia y Esgrima La Plata – Rosario Central 1:0 Néstor Borgogno                                                             |
| 15 maja 1966 | Vélez Sarsfield – Estudiantes La Plata 2:2 Mario Rodríguez (2) - Juan M. Echecopar, Marcos Conigliaro                         |
| 15 maja 1966 | CA Argentino de Quilmes – Chacarita Juniors 1:0 Alberto D’Errico                                                              |
| 15 maja 1966 | CA Banfield – Independiente 0:0                                                                                               |
| 15 maja 1966 | CA Platense – Club Atlético Lanús 3:2 Olindo Guzmán (2), Leonardo Mansuetto - Bernardo Acosta, Juan J. De Mario               |
| 15 maja 1966 | Atlanta Buenos Aires – CA Huracán 7:0 Roberto Salomone (4), Juan C. Puntorero, Héctor Ochoa (2)                               |

### Kolejka 12
| Data             | Mecz |
| ---------------- | --- |
| 22 maja 1966     | Rosario Central – Racing Club de Avellaneda 0:1 Juan C. Rulli                                                                    |
| 22 maja 1966     | Club Atlético Lanús – Boca Juniors 1:1 Rubén Magdalena s - César Menotti                                                         |
| 22 maja 1966     | CA Colón – Gimnasia y Esgrima La Plata 1:0 Néstor Manfredi (k)                                                                   |
| 22 maja 1966     | Ferro Carril Oeste – San Lorenzo de Almagro 1:1 Alberto Mogaburu - Héctor Veira                                                  |
| 22 maja 1966     | Estudiantes La Plata – Newell’s Old Boys 2:0 Enrique Cavoli, Marcos Conigliaro                                                   |
| 22 maja 1966     | Argentinos Juniors – Atlanta Buenos Aires 1:1 José Malleo - Jorge Fernández                                                      |
| 22 maja 1966     | Chacarita Juniors – CA Banfield 1:1 Osvaldo Nardiello (k) - José F. Sanfilippo                                                   |
| 22 maja 1966     | CA Huracán – Vélez Sarsfield 4:0 Ernesto Juárez (2), Tito Gómez (k), Alfredo Obberti                                             |
| 22 maja 1966     | Independiente – CA Platense 2:0 Roberto A. Tarabini, David Acevedo                                                               |
| 17 sierpnia 1966 | River Plate – CA Argentino de Quilmes 5:3 Daniel Onega, Luis Cubilla (3), Juan C. Lallana - Miguel A. Sernia (2), Pedro Spíndola |

### Kolejka 13
| Data         | Mecz |
| ------------ | --- |
| 29 maja 1966 | Racing Club de Avellaneda – CA Colón 1:0 Juan J. Rodríguez                                                 |
| 29 maja 1966 | CA Banfield – River Plate 1:1 Fernando Aréan - Luis Cubilla                                                |
| 29 maja 1966 | Boca Juniors – CA Platense 3:0 César Menotti, Alfredo Rojas (k), Antonio Rattín                            |
| 29 maja 1966 | Chacarita Juniors – Independiente 1:1 Juan C. Díaz - Alfredo Gil s                                         |
| 29 maja 1966 | San Lorenzo de Almagro – Rosario Central 1:1 Rafael Albrecht (k) - José Mesiano                            |
| 29 maja 1966 | Gimnasia y Esgrima La Plata – Club Atlético Lanús 3:0 Carlos Castillo (2), Héctor Marinelli                |
| 29 maja 1966 | Atlanta Buenos Aires – Ferro Carril Oeste 2:1 Antonio Cabrera, Jorge Fernández - Juan A. Pastorini         |
| 29 maja 1966 | CA Argentino de Quilmes – Estudiantes La Plata 2:2 Ernesto Lencina, Julio Bavastro - Juan M. Echecopar (2) |
| 29 maja 1966 | Newell’s Old Boys – CA Huracán 1:0 Roque Avallay                                                           |
| 29 maja 1966 | Vélez Sarsfield – Argentinos Juniors 0:1 Omar J. Diéguez                                                   |

### Kolejka 14
| Data           | Mecz |
| -------------- | --- |
| 5 czerwca 1966 | Club Atlético Lanús – Racing Club de Avellaneda 1:2 Juan J. De Mario (k) - Miguel A. Mori, Juan C. Cárdenas |
| 5 czerwca 1966 | River Plate – Chacarita Juniors 4:0 Daniel Bayo, Daniel Onega (2), Luis Cubilla                             |
| 5 czerwca 1966 | CA Colón – San Lorenzo de Almagro 0:0                                                                       |
| 5 czerwca 1966 | Independiente – Boca Juniors 0:1 Reynaldo Aimonetti                                                         |
| 5 czerwca 1966 | Argentinos Juniors – Newell’s Old Boys 1:1 Roberto Puppo - Raúl O. Belén                                    |
| 5 czerwca 1966 | Ferro Carril Oeste – Vélez Sarsfield 0:0                                                                    |
| 5 czerwca 1966 | Rosario Central – Atlanta Buenos Aires 1:1 Marcelo Pagani - Roberto Salomone                                |
| 5 czerwca 1966 | CA Huracán – CA Argentino de Quilmes 1:0 Alfredo Obberti                                                    |
| 5 czerwca 1966 | CA Platense – Gimnasia y Esgrima La Plata 1:1 Leonardo Mansuetto - Osvaldo Sosa                             |
| 5 czerwca 1966 | Estudiantes La Plata – CA Banfield 2:0 Juan M. Echecopar (2)                                                |

### Kolejka 15
| Data            | Mecz |
| --------------- | --- |
| 12 czerwca 1966 | Racing Club de Avellaneda – CA Platense 3:1 Juan C. Cárdenas, Juan J. Rodríguez, Jaime Martinoli - José Yudica (k) |
| 12 czerwca 1966 | River Plate – Independiente 1:0 Luis Cubilla                                                                       |
| 12 czerwca 1966 | Gimnasia y Esgrima La Plata – Boca Juniors 1:0 Héctor Marinelli                                                    |
| 12 czerwca 1966 | Vélez Sarsfield – Rosario Central 2:1 Mario Rodríguez, Alberto Ríos - Marcelo Pagani                               |
| 12 czerwca 1966 | San Lorenzo de Almagro – Club Atlético Lanús 1:0 Héctor Veira                                                      |
| 12 czerwca 1966 | CA Argentino de Quilmes – Argentinos Juniors 1:1 Miguel A. Basílico (k) - Omar J. Diéguez                          |
| 12 czerwca 1966 | Atlanta Buenos Aires – CA Colón 5:0 Juan C. Puntorero, Roberto Salomone (3), Avelino Carou s                       |
| 12 czerwca 1966 | Chacarita Juniors – Estudiantes La Plata 2:2 Félix Leeb, Pedro Confesor - Marcos Conigliaro (k), Eduardo Manera    |
| 12 czerwca 1966 | CA Banfield – CA Huracán 4:1 Fernando Aréan, Luis Maidana, José F. Sanfilippo (2) - Alfredo Obberti                |
| 12 czerwca 1966 | Newell’s Old Boys – Ferro Carril Oeste 2:0 José M. Ferrero, Juan Sarrachino                                        |

### Kolejka 16
| Data            | Mecz |
| --------------- | --- |
| 19 czerwca 1966 | Boca Juniors – Racing Club de Avellaneda 0:0                                                              |
| 19 czerwca 1966 | Estudiantes La Plata – River Plate 0:0                                                                    |
| 19 czerwca 1966 | Independiente – Gimnasia y Esgrima La Plata 0:1 Mario Pardo                                               |
| 19 czerwca 1966 | CA Platense – San Lorenzo de Almagro 0:3 Héctor Veira (2), Rodolfo Fischer                                |
| 19 czerwca 1966 | Club Atlético Lanús – Atlanta Buenos Aires 2:2 Juan J. De Mario, Jorge Alberti - Jorge Fernández, ?       |
| 19 czerwca 1966 | Ferro Carril Oeste – CA Argentino de Quilmes 1:2 Carlos M. Rodríguez - Julio Bavastro, José B. Leonardi s |
| 19 czerwca 1966 | Rosario Central – Newell’s Old Boys 0:0                                                                   |
| 19 czerwca 1966 | Argentinos Juniors – CA Banfield 2:1 Galdino Luraschi, Omar J. Diéguez - Norberto Raffo                   |
| 19 czerwca 1966 | CA Huracán – Chacarita Juniors 0:1 Conrado Rabbito                                                        |
| 19 czerwca 1966 | CA Colón – Vélez Sarsfield 0:1 Mario Rodríguez                                                            |

### Kolejka 17
| Data            | Mecz |
| --------------- | --- |
| 26 czerwca 1966 | Racing Club de Avellaneda – Gimnasia y Esgrima La Plata 2:2 Humberto Maschio, Jaime Martinoli - Héctor Marinelli, Mario Pardo |
| 26 czerwca 1966 | River Plate – CA Huracán 3:0 Luis Cubilla, Miguel A. Loayza, Daniel Bayo                                                      |
| 26 czerwca 1966 | San Lorenzo de Almagro – Boca Juniors 0:0                                                                                     |
| 26 czerwca 1966 | Estudiantes La Plata – Independiente 1:0 Marcos Conigliaro                                                                    |
| 26 czerwca 1966 | CA Argentino de Quilmes – Rosario Central 1:0 Carlos Ramírez                                                                  |
| 26 czerwca 1966 | Atlanta Buenos Aires – CA Platense 1:0 Jorge Fernández                                                                        |
| 26 czerwca 1966 | Vélez Sarsfield – Club Atlético Lanús 0:0                                                                                     |
| 26 czerwca 1966 | CA Banfield – Ferro Carril Oeste 3:0 José F. Sanfilippo, Roberto Zárate, Fernando Aréan                                       |
| 26 czerwca 1966 | Newell’s Old Boys – CA Colón 3:1 Roque Avallay (2, 1k), José M. Ferrero (k) - Néstor Manfredi                                 |
| 26 czerwca 1966 | Chacarita Juniors – Argentinos Juniors 1:1 Félix Leeb - José Malleo                                                           |

### Kolejka 18
| Data         | Mecz                                                                                               |
| ------------ | -------------------------------------------------------------------------------------------------- |
| 3 lipca 1966 | Independiente – Racing Club de Avellaneda 0:2 Humberto Maschio, Jaime Martinoli                    |
| 3 lipca 1966 | Argentinos Juniors – River Plate 0:0 mecz rozegrany został na stadionie klubu Atlanta Buenos Aires |
| 3 lipca 1966 | Boca Juniors – Atlanta Buenos Aires 3:0 Oscar Pianetti (2), César Menotti                          |
| 3 lipca 1966 | CA Huracán – Estudiantes La Plata 2:1 Ricardo Clark, Alberto Cabaleiro - Marcos Conigliaro         |
| 3 lipca 1966 | CA Platense – Vélez Sarsfield 1:1 Rubén García - Omar Wehbe (k)                                    |
| 3 lipca 1966 | Club Atlético Lanús – Newell’s Old Boys 0:2 José M. Ferrero, Roque Avallay                         |
| 3 lipca 1966 | Ferro Carril Oeste – Chacarita Juniors 2:1 Héctor Luppo, Carlos M. Rodríguez - Conrado Rabbito     |
| 3 lipca 1966 | Gimnasia y Esgrima La Plata – San Lorenzo de Almagro 0:0                                           |
| 3 lipca 1966 | Rosario Central – CA Banfield 2:0 Marcelo Pagani, Enzo Gennoni                                     |
| 3 lipca 1966 | CA Colón – CA Argentino de Quilmes 1:0 Orlando Medina                                              |

### Kolejka 19
| Data          | Mecz                                                                                                  |
| ------------- | --- |
| 17 lipca 1966 | San Lorenzo de Almagro – Racing Club de Avellaneda 1:2 Héctor Veira - Juan J. Rodríguez, Alfio Basile |
| 17 lipca 1966 | Vélez Sarsfield – Boca Juniors 1:1 Osvaldo Biaggio - César Menotti (k)                                |
| 17 lipca 1966 | River Plate – Ferro Carril Oeste 3:0 Juan C. Lallana, Daniel Onega, Pedro Prospitti                   |
| 17 lipca 1966 | Independiente – CA Huracán 1:0 Osvaldo Mura                                                           |
| 17 lipca 1966 | CA Banfield – CA Colón 1:0 Salvador Somma                                                             |
| 17 lipca 1966 | Estudiantes La Plata – Argentinos Juniors 2:2 Eduardo Manera, Hugo Spadaro - Osvaldo Sosa (2)         |
| 17 lipca 1966 | CA Argentino de Quilmes – Club Atlético Lanús 0:1 Juan J. De Mario                                    |
| 17 lipca 1966 | Atlanta Buenos Aires – Gimnasia y Esgrima La Plata 2:0 Jorge Fernández, Roberto Salomone              |
| 17 lipca 1966 | Chacarita Juniors – Rosario Central 1:1 Jorge Olmedo - Héctor Pignani                                 |
| 17 lipca 1966 | Newell’s Old Boys – CA Platense 3:0 José M. Ferrero, Juan C. Ibáñez, Juan Sarrachini                  |

### Kolejka 20
| Data          | Mecz |
| ------------- | --- |
| 24 lipca 1966 | Atlanta Buenos Aires – Racing Club de Avellaneda 2:2 Héctor Ochoa (2) - Jaime Martinoli, Juan J. Rodríguez |
| 24 lipca 1966 | River Plate – Rosario Central 1:1 Juan C. Lallana - Aldo P. Poy                                            |
| 24 lipca 1966 | Newell’s Old Boys – Boca Juniors 1:1 Ricardo Vizzo - César Menotti                                         |
| 24 lipca 1966 | Independiente – San Lorenzo de Almagro 1:2 Raúl Savoy - Héctor Veira (2)                                   |
| 24 lipca 1966 | CA Argentino de Quilmes – CA Platense 1:0 Juan C. Valentino                                                |
| 24 lipca 1966 | Estudiantes La Plata – Ferro Carril Oeste 3:0 Eduardo Flores, Marcos Conigliaro (2)                        |
| 24 lipca 1966 | CA Huracán – Argentinos Juniors 2:0 Raúl Poncio, Alberto Cabaleiro                                         |
| 24 lipca 1966 | Chacarita Juniors – CA Colón 2:1 Conrado Rabbito (2, 1k) - Antonio Pérez                                   |
| 24 lipca 1966 | CA Banfield – Club Atlético Lanús 3:0 José F. Sanfilippo, Roberto Zárate, Fernando Aréan                   |
| 24 lipca 1966 | Vélez Sarsfield – Gimnasia y Esgrima La Plata 1:0 Juan C. Carone                                           |

### Kolejka 21
| Data          | Mecz |
| ------------- | --- |
| 31 lipca 1966 | Racing Club de Avellaneda – Vélez Sarsfield 1:1 Jaime Martinoli (k) - Omar Wehbe                                                       |
| 31 lipca 1966 | CA Colón – River Plate 1:0 Orlando Medina                                                                                              |
| 31 lipca 1966 | Argentinos Juniors – Independiente 1:1 Francisco Zárate (k) - Raúl Savoy mecz rozegrany został na stadionie klubu Atlanta Buenos Aires |
| 31 lipca 1966 | San Lorenzo de Almagro – Atlanta Buenos Aires 0:0                                                                                      |
| 31 lipca 1966 | Rosario Central – Estudiantes La Plata 0:1 Juan M. Echecopar                                                                           |
| 31 lipca 1966 | Ferro Carril Oeste – CA Huracán 1:1 Eduardo Collado (k) - Ernesto Juárez (k)                                                           |
| 31 lipca 1966 | Gimnasia y Esgrima La Plata – Newell’s Old Boys 1:1 Juan C. Trebucq - Juan Sarrachini                                                  |
| 31 lipca 1966 | CA Platense – CA Banfield 0:0 |
| 31 lipca 1966 | Club Atlético Lanús – Chacarita Juniors 2:2 Ángel Silva, Felipe Unzué - Conrado Rabbito, Jorge Olmedo                                  |
| 31 lipca 1966 | Boca Juniors – CA Argentino de Quilmes 1:1 Antonio Rattín - Julio Bavastro                                                             |

### Kolejka 22
| Data            | Mecz                                                                                        |
| --------------- | ------------------------------------------------------------------------------------------- |
| 7 sierpnia 1966 | Newell’s Old Boys – Racing Club de Avellaneda 2:2 Ricardo Vizzo (2) - Juan J. Rodríguez (2) |
| 7 sierpnia 1966 | CA Banfield – Boca Juniors 0:0                                                              |
| 7 sierpnia 1966 | River Plate – Club Atlético Lanús 1:0 Miguel A. Loayza                                      |
| 7 sierpnia 1966 | CA Huracán – Rosario Central 0:1 Marcelo Pagani                                             |
| 7 sierpnia 1966 | Estudiantes La Plata – CA Colón 3:0 Juan M. Echecopar (2), Eduardo Flores                   |
| 7 sierpnia 1966 | Chacarita Juniors – CA Platense 1:1 Félix Leeb - José Yudica                                |
| 7 sierpnia 1966 | Argentinos Juniors – Ferro Carril Oeste 1:0 Marcos Cominelli                                |
| 7 sierpnia 1966 | CA Argentino de Quilmes – Gimnasia y Esgrima La Plata 1:1 Carlos Ramírez - Néstor Borgogno  |
| 7 sierpnia 1966 | Independiente – Atlanta Buenos Aires 1:0 Luis Artime                                        |
| 7 sierpnia 1966 | Vélez Sarsfield – San Lorenzo de Almagro 1:1 Juan C. Carone - Héctor Veira                  |

### Kolejka 23
| Data             | Mecz |
| ---------------- | --- |
| 14 sierpnia 1966 | Racing Club de Avellaneda – CA Argentino de Quilmes 2:1 Juan J. Rodríguez, Humberto Maschio - Miguel A. Basílico (k) |
| 14 sierpnia 1966 | CA Platense – River Plate 1:3 Miguel A. Rodríguez - Daniel Onega, Daniel Bayo, Jorge Solari                          |
| 14 sierpnia 1966 | Boca Juniors – Chacarita Juniors 1:1 Ángel C. Rojas - Jorge Olmedo                                                   |
| 14 sierpnia 1966 | San Lorenzo de Almagro – Newell’s Old Boys 1:2 Mario Zanotti s - Mario Zucca Silva (2)                               |
| 14 sierpnia 1966 | CA Colón – CA Huracán 1:0 Raúl Cardozo Crespo                                                                        |
| 14 sierpnia 1966 | Ferro Carril Oeste – Independiente 2:2 Felipe Ribaudo, Ángel Paz - Luis Artime (2, 1k)                               |
| 14 sierpnia 1966 | Club Atlético Lanús – Independiente 0:0                                                                              |
| 14 sierpnia 1966 | Rosario Central – Argentinos Juniors 0:2 Galdino Luraschi, Omar J. Diéguez                                           |
| 14 sierpnia 1966 | Atlanta Buenos Aires – Vélez Sarsfield 0:0                                                                           |
| 14 sierpnia 1966 | Gimnasia y Esgrima La Plata – CA Banfield 1:2 Mario Pardo - Norberto Raffo, Anacleto Peano                           |

### Kolejka 24
| Data             | Mecz                                                                                  |
| ---------------- | ------------------------------------------------------------------------------------- |
| 21 sierpnia 1966 | CA Banfield – Racing Club de Avellaneda 0:1 Juan C. Cárdenas                          |
| 21 sierpnia 1966 | River Plate – Boca Juniors 2:0 Oscar Más, Daniel Onega                                |
| 21 sierpnia 1966 | Independiente – Vélez Sarsfield 0:2 Omar Wehbe, Juan C. Carone                        |
| 21 sierpnia 1966 | CA Argentino de Quilmes – San Lorenzo de Almagro 0:2 Héctor Veira (2)                 |
| 21 sierpnia 1966 | Estudiantes La Plata – CA Platense 0:1 Adalberto Marchesse                            |
| 21 sierpnia 1966 | Ferro Carril Oeste – Rosario Central 1:0 Eduardo Collado                              |
| 21 sierpnia 1966 | Argentinos Juniors – CA Colón 1:0 Osvaldo Sosa                                        |
| 21 sierpnia 1966 | CA Huracán – Club Atlético Lanús 1:2 Alberto Cabaleiro - Oscar Iglesias, Felipe Unzué |
| 21 sierpnia 1966 | Chacarita Juniors – Gimnasia y Esgrima La Plata 0:1 Alfredo González                  |
| 21 sierpnia 1966 | Newell’s Old Boys – Atlanta Buenos Aires 0:2 Héctor Ochoa (2, 1k)                     |

### Kolejka 25
| Data                 | Mecz |
| -------------------- | --- |
| 28 sierpnia 1966     | Racing Club de Avellaneda – Chacarita Juniors 3:0 Juan J. Rodríguez, Rubén Díaz, Humberto Maschio                                 |
| 28 sierpnia 1966     | Gimnasia y Esgrima La Plata – River Plate 0:0                                                                                     |
| 28 sierpnia 1966     | San Lorenzo de Almagro – CA Banfield 4:2 Mario Chaldú, Rodolfo Fischer (2), Roberto Telch - José Magliolo s, Rubén Bertulessi (k) |
| 28 sierpnia 1966     | CA Colón – Ferro Carril Oeste 0:1 Hugo Martínez                                                                                   |
| 28 sierpnia 1966     | Atlanta Buenos Aires – CA Argentino de Quilmes 0:0                                                                                |
| 28 sierpnia 1966     | CA Platense – CA Huracán 1:1 Miguel A. Rodríguez - Alberto Cabaleiro                                                              |
| 28 sierpnia 1966     | Club Atlético Lanús – Argentinos Juniors 0:1 Galdino Luraschi                                                                     |
| 28 sierpnia 1966     | Rosario Central – Independiente 0:0                                                                                               |
| 28 sierpnia 1966     | Vélez Sarsfield – Newell’s Old Boys 5:1 Omar Wehbe (3, 1k), Alberto Ríos, Juan C. Carone - Mario Zanotti                          |
| 19 października 1966 | Boca Juniors – Estudiantes La Plata 2:1 Víctor H. Romero, Alfredo Rojas - Eduardo Flores                                          |

### Kolejka 26
| Data            | Mecz |
| --------------- | --- |
| 4 września 1966 | River Plate – Racing Club de Avellaneda 2:0 Oscar Más, Luis Cubilla                                                    |
| 4 września 1966 | Estudiantes La Plata – Gimnasia y Esgrima La Plata 0:0                                                                 |
| 4 września 1966 | CA Huracán – Boca Juniors 3:0 Hugo Tedesco (2), Alberto Cabaleiro                                                      |
| 4 września 1966 | CA Banfield – Atlanta Buenos Aires 3:0 Julio San Lorenzo (2), Fernando Aréan                                           |
| 4 września 1966 | CA Argentino de Quilmes – Vélez Sarsfield 0:1 Leonardo Recúpero                                                        |
| 4 września 1966 | Ferro Carril Oeste – Club Atlético Lanús 3:2 Miguel A. Tojo, Felipe Ribaudo, Roberto Paz s - Ángel Silva, Felipe Unzué |
| 4 września 1966 | Argentinos Juniors – CA Platense 2:1 Pedro Ornad, Omar J. Diéguez - Olindo Guzmán                                      |
| 4 września 1966 | Independiente – Newell’s Old Boys 1:0 José O. Pastoriza                                                                |
| 4 września 1966 | Chacarita Juniors – San Lorenzo de Almagro 1:3 Jorge Olmedo - Antonio Laginestra s, Rafael Albrecht, Héctor Veira      |
| 4 września 1966 | Rosario Central – CA Colón 1:0 Marcelo Pagani                                                                          |

### Kolejka 27
| Data             | Mecz |
| ---------------- | --- |
| 11 września 1966 | Racing Club de Avellaneda – Estudiantes La Plata 3:0 Juan C. Cárdenas, Juan J. Rodríguez, Jaime Martinoli |
| 11 września 1966 | Boca Juniors – Argentinos Juniors 1:0 Alberto M. González                                                 |
| 11 września 1966 | San Lorenzo de Almagro – River Plate 1:0 Juan C. Facio                                                    |
| 11 września 1966 | Club Atlético Lanús – Rosario Central 0:0                                                                 |
| 11 września 1966 | CA Colón – Independiente 1:1 Raúl Cardozo Crespo (k) - Raúl Bernao                                        |
| 11 września 1966 | Vélez Sarsfield – CA Banfield 2:1 Leonardo Recúpero, Omar Wehbe - José F. Sanfilippo                      |
| 11 września 1966 | Atlanta Buenos Aires – Chacarita Juniors 3:0 Roberto Salomone, Antonio Cabrera, Jorge Fernández           |
| 11 września 1966 | CA Platense – Ferro Carril Oeste 1:0 Adalberto Marchesse                                                  |
| 11 września 1966 | Gimnasia y Esgrima La Plata – CA Huracán 3:0 Mario Pardo (2), Carlos Castillo                             |
| 11 września 1966 | Newell’s Old Boys – CA Argentino de Quilmes 2:0 Raúl O. Belén, Roque Avallay                              |

### Kolejka 28
| Data             | Mecz                                                                                                 |
| ---------------- | --- |
| 18 września 1966 | CA Huracán – Racing Club de Avellaneda 2:2 Alfredo Obberti, Hugo Tedesco - Rubén Díaz (2)            |
| 18 września 1966 | River Plate – Atlanta Buenos Aires 0:1 Jorge Fernández                                               |
| 18 września 1966 | Ferro Carril Oeste – Boca Juniors 0:0                                                                |
| 18 września 1966 | Estudiantes La Plata – San Lorenzo de Almagro 1:2 Carlos Bilardo - Rodolfo Fischer, Mario Chaldú     |
| 18 września 1966 | CA Colón – Club Atlético Lanús 0:0                                                                   |
| 18 września 1966 | Chacarita Juniors – Vélez Sarsfield 1:2 Jorge Olmedo (k) - Omar Wehbe, Juan C. Carone                |
| 18 września 1966 | CA Banfield – Newell’s Old Boys 0:2 Mario Zucca Silva (2)                                            |
| 18 września 1966 | Rosario Central – CA Platense 0:0                                                                    |
| 18 września 1966 | Independiente – CA Argentino de Quilmes 3:1 Luis Artime (3) - Carlos Ramírez                         |
| 18 września 1966 | Argentinos Juniors – Gimnasia y Esgrima La Plata 3:1 Pedro Ornad, Osvaldo Sosa (2) - Héctor Borgogno |

### Kolejka 29
| Data             | Mecz |
| ---------------- | --- |
| 25 września 1966 | Racing Club de Avellaneda – Argentinos Juniors 3:0 Jaime Martinoli (2), Alfio Basile                                   |
| 25 września 1966 | Vélez Sarsfield – River Plate 1:1 Leonardo Recúpero - Juan C. Sarnari                                                  |
| 25 września 1966 | Boca Juniors – Rosario Central 2:0 Alberto M. González (2)                                                             |
| 25 września 1966 | Atlanta Buenos Aires – Estudiantes La Plata 0:2 Marcos Conigliaro, Juan M. Echecopar                                   |
| 25 września 1966 | Club Atlético Lanús – Independiente 0:0                                                                                |
| 25 września 1966 | Newell’s Old Boys – Chacarita Juniors 2:1 Mario Zucca Silva, Ricardo Vizzo - Jorge Olmedo (k)                          |
| 25 września 1966 | CA Platense – CA Colón 2:0 Olindo Guzmán, Juan C. Martín                                                               |
| 25 września 1966 | Gimnasia y Esgrima La Plata – Ferro Carril Oeste 2:1 Mario Pardo, Héctor Borgogno - Eduardo Collado                    |
| 25 września 1966 | CA Argentino de Quilmes – CA Banfield 2:3 Julio Bavastro, Alberto D’Errico - José F. Sanfilippo (2), Julio San Lorenzo |
| 25 września 1966 | San Lorenzo de Almagro – CA Huracán 4:1 Héctor Veira (2), Alberto Rendo, Rodolfo Fischer - Eladio Zárate               |

### Kolejka 30
| Data                | Mecz |
| ------------------- | --- |
| 2 października 1966 | Ferro Carril Oeste – Racing Club de Avellaneda 0:6 Roberto Perfumo, Juan C. Rulli, Jaime Martinoli (3), Juan J. Rodríguez            |
| 2 października 1966 | River Plate – Newell’s Old Boys 4:0 Luis Cubilla, Juan C. Sarnari, Daniel Onega, Oscar Más                                           |
| 2 października 1966 | Argentinos Juniors – San Lorenzo de Almagro 0:1 Rafael Albrecht (k) mecz rozegrany został na stadionie klubu Atlanta Buenos Aires    |
| 2 października 1966 | Estudiantes La Plata – Vélez Sarsfield 1:0 Eduardo Flores                                                                            |
| 2 października 1966 | Club Atlético Lanús – CA Platense 0:0                                                                                                |
| 2 października 1966 | Rosario Central – Gimnasia y Esgrima La Plata 2:2 Héctor Pignani, Adolfo Bielli - Mario Pardo, Carlos Conde Méndez                   |
| 2 października 1966 | Independiente – CA Banfield 4:0 Roberto A. Tarabini, Luis Artime (2), Raúl Savoy                                                     |
| 2 października 1966 | CA Colón – Boca Juniors 0:2 Carmelo Simeone, José L. Luna                                                                            |
| 2 października 1966 | CA Huracán – Atlanta Buenos Aires 2:1 Sebastián Viberti, Alfredo Obberti (k) - Héctor Ochoa (k)                                      |
| 5 października 1966 | Chacarita Juniors – CA Argentino de Quilmes 4:2 Jorge Olmedo (2, 1k), Juan C. Díaz, Conrado Rabbito - Julio Bavastro, Carlos Ramírez |

### Kolejka 31
| Data                | Mecz |
| ------------------- | --- |
| 9 października 1966 | Racing Club de Avellaneda – Rosario Central 2:1 Juan C. Cárdenas, Jaime Martinoli - Héctor Pignani                               |
| 9 października 1966 | CA Argentino de Quilmes – River Plate 1:1 Alberto D’Errico - Daniel Onega                                                        |
| 9 października 1966 | San Lorenzo de Almagro – Ferro Carril Oeste 0:0                                                                                  |
| 9 października 1966 | Vélez Sarsfield – CA Huracán 2:1 Omar Wehbe, Roberto Canosa - Hugo Tedesco                                                       |
| 9 października 1966 | Atlanta Buenos Aires – Argentinos Juniors 2:0 Roberto Salomone (2)                                                               |
| 9 października 1966 | Gimnasia y Esgrima La Plata – CA Colón 5:2 Alfredo González, Mario Pardo (3, 1k), Alfredo Sosa - Orlando Medina, Luis Medina (k) |
| 9 października 1966 | Newell’s Old Boys – Estudiantes La Plata 1:2 Ricardo Vizzo (k) - Eduardo Flores, Marcos Conigliaro (k)                           |
| 9 października 1966 | CA Platense – Independiente 0:0                                                                                                  |
| 9 października 1966 | Boca Juniors – Club Atlético Lanús 3:2 José L. Luna, Alfredo Rojas (k), Antonio Rattín - Bernardo Acosta, Ángel Silva            |
| 9 października 1966 | CA Banfield – Chacarita Juniors 3:1 Norberto Raffo, José F. Sanfilippo, Roberto Zárate - Horacio Neumann                         |

### Kolejka 32
| Data                 | Mecz |
| -------------------- | --- |
| 14 października 1966 | Independiente – Chacarita Juniors 2:2 Luis Artime, Raúl Savoy - Félix Leeb, Jorge Olmedo                  |
| 16 października 1966 | CA Colón – Racing Club de Avellaneda 0:0                                                                  |
| 16 października 1966 | River Plate – CA Banfield 2:2 Juan C. Lallana, Luis Cubilla - Julio San Lorenzo (2)                       |
| 16 października 1966 | CA Platense – Boca Juniors 0:2 Alfredo Rojas, Antonio Rattín                                              |
| 16 października 1966 | Estudiantes La Plata – CA Argentino de Quilmes 1:0 Eduardo Flores                                         |
| 16 października 1966 | Rosario Central – San Lorenzo de Almagro 2:0 Héctor Pignani, Marcelo Pagani                               |
| 16 października 1966 | Ferro Carril Oeste – Atlanta Buenos Aires 1:2 Ángel Paz - Jorge Fernández, Jorge Domínguez                |
| 16 października 1966 | CA Huracán – Newell’s Old Boys 0:0                                                                        |
| 16 października 1966 | Club Atlético Lanús – Gimnasia y Esgrima La Plata 2:0 Ángel Silva, Martín Pando                           |
| 16 października 1966 | Argentinos Juniors – Vélez Sarsfield 1:3 Carlos Medero - Vladislao Cap, Juan C. Carone, Daniel Willington |

### Kolejka 33
| Data                 | Mecz                                                                                               |
| -------------------- | -------------------------------------------------------------------------------------------------- |
| 21 października 1966 | Atlanta Buenos Aires – Rosario Central 1:1 Jorge Domínguez - Marcelo Pagani                        |
| 22 października 1996 | Gimnasia y Esgrima La Plata – CA Platense 3:0 Mario Pardo, Carlos Castillo (2)                     |
| 23 października 1966 | Racing Club de Avellaneda – Club Atlético Lanús 2:1 Alfio Basile, Nelson Chabay - Ramón Echenaussi |
| 23 października 1966 | Chacarita Juniors – River Plate 0:1 Luis Cubilla                                                   |
| 23 października 1966 | Vélez Sarsfield – Ferro Carril Oeste 1:1 Alberto Ríos - Carlos M. Rodríguez                        |
| 23 października 1966 | San Lorenzo de Almagro – CA Colón 1:1 Rafael Albrecht (k) - Luis Medina                            |
| 23 października 1966 | Newell’s Old Boys – Argentinos Juniors 1:0 Juan C. Ibáñez                                          |
| 23 października 1966 | CA Argentino de Quilmes – CA Huracán 2:0 Miguel A. Cottón, Miguel A. Basílico (k)                  |
| 23 października 1966 | CA Banfield – Estudiantes La Plata 3:1 Norberto Raffo, José F. Sanfilippo (2) - Rubén Bedogni      |
| 23 października 1966 | Boca Juniors – Independiente 3:1 Alfredo Rojas, Silvio Marzolini, Norberto Menéndez - Jesús Roldán |

### Kolejka 34
| Data                 | Mecz                                                                                          |
| -------------------- | --------------------------------------------------------------------------------------------- |
| 28 października 1966 | Boca Juniors – Gimnasia y Esgrima La Plata 2:0 Víctor H. Romero, Alfredo Rojas                |
| 30 października 1966 | CA Platense – Racing Club de Avellaneda 0:2 Juan J. Rodríguez, Juan C. Rulli                  |
| 30 października 1966 | Independiente – River Plate 2:2 Roberto A. Tarabini, Luis Artime - Juan C. Lallana, Oscar Más |
| 30 października 1966 | Club Atlético Lanús – San Lorenzo de Almagro 1:1 Ángel Silva - Rafael Albrecht (k)            |
| 30 października 1966 | CA Colón – Atlanta Buenos Aires 0:0                                                           |
| 30 października 1966 | CA Huracán – CA Banfield 1:1 Alfredo Obberti - José F. Sanfilippo                             |
| 30 października 1966 | Ferro Carril Oeste – Newell’s Old Boys 1:1 Raúl Noguera - Roque Avallay                       |
| 30 października 1966 | Estudiantes La Plata – Chacarita Juniors 1:1 Marcos Conigliaro (k) - Jorge Olmedo             |
| 30 października 1966 | Rosario Central – Vélez Sarsfield 1:1 Adolfo Bielli - Omar Wehbe                              |
| 30 października 1966 | Argentinos Juniors – CA Argentino de Quilmes 1:0 Jorge Coch                                   |

### Kolejka 35
| Data              | Mecz |
| ----------------- | --- |
| 6 listopada 1966  | Newell’s Old Boys – Rosario Central 0:2 Héctor Pignani, Aldo P. Poy                                              |
| 13 listopada 1966 | Racing Club de Avellaneda – Boca Juniors 3:2 Juan J. Rodríguez, Rubén Díaz, Juan C. Cárdenas - Alfredo Rojas (2) |
| 13 listopada 1966 | River Plate – Estudiantes La Plata 2:0 Luis Cubilla, Juan C. Sarnari                                             |
| 13 listopada 1966 | Gimnasia y Esgrima La Plata – Independiente 0:2 Luis Artime, Raúl Bernao                                         |
| 13 listopada 1966 | CA Banfield – Argentinos Juniors 0:1 Jorge Coch                                                                  |
| 13 listopada 1966 | San Lorenzo de Almagro – CA Platense 2:0 Rodolfo Fischer, Héctor Veira                                           |
| 13 listopada 1966 | CA Argentino de Quilmes – Ferro Carril Oeste 0:1 Felipe Ribaudo                                                  |
| 13 listopada 1966 | Atlanta Buenos Aires – Club Atlético Lanús 1:2 Jorge Fernández - Luis Pereyra (2, 1k)                            |
| 13 listopada 1966 | Chacarita Juniors – CA Huracán 1:1 Horacio Neumann - Alberto Cabaleiro                                           |
| 13 listopada 1966 | Vélez Sarsfield – CA Colón 2:2 Juan C. Carone (2) - Luis Medina, Néstor Subiat                                   |

### Kolejka 36
| Data              | Mecz |
| ----------------- | --- |
| 19 listopada 1966 | Independiente – Estudiantes La Plata 3:3 Raúl Savoy, Raúl Bernao, Luis Artime - Eduardo Flores, Marcos Conigliaro (2) |
| 20 listopada 1966 | Gimnasia y Esgrima La Plata – Racing Club de Avellaneda 0:0 Widzowie: 15 000 Sędzia: Guillermo Nimo. Club de Gimnasia y Esgrima La Plata: Ricardo Bernabé Romera – Roberto Domingo Rogel, Antonio Rosl – Andrés José Martín, Alfredo Ángel Sosa, Carlos Alberto Figueroa, Juan Carlos Trebucq, Alfredo González, Mario Pardo, Néstor José Borgogno, Carlos Castillo. Racing Club de Avellaneda: Luis Ángel Carrizo – Roberto Alfredo Perfumo, Rubén Osvaldo Díaz, Oscar Raimundo Martín, Alfio Rubén Basile, Nelson Pedro Chabay, Néstor Rambert, Juan Carlos Rulli, Juan Carlos Cárdenas, Juan José Rodríguez, Humberto Dionisio Maschio. |
| 20 listopada 1966 | Boca Juniors – San Lorenzo de Almagro 1:2 Alfredo Rojas (k) - Rodolfo Fischer, Héctor Veira |
| 20 listopada 1966 | CA Huracán – River Plate 1:1 Norberto Giménez - Juan C. Lallana |
| 20 listopada 1966 | Ferro Carril Oeste – CA Banfield 2:0 Miguel A. Tojo (2) |
| 20 listopada 1966 | Rosario Central – CA Argentino de Quilmes 0:0 |
| 20 listopada 1966 | CA Colón – Newell’s Old Boys 3:2 Orlando Medina (2), Néstor Manfredi - Ricardo Vizzo (k), Juan C. Ibáñez |
| 20 listopada 1966 | Club Atlético Lanús – Vélez Sarsfield 2:2 Ángel Silva, Luis Pereyra (k) - Juan C. Carone, Leonardo Recúpero |
| 20 listopada 1966 | CA Platense – Atlanta Buenos Aires 0:0 |
| 20 listopada 1966 | Argentinos Juniors – Chacarita Juniors 3:1 Jorge Coch, Osvaldo Sosa (k), Carlos Medero - Jorge Olmedo |

### Kolejka 37
| Data              | Mecz |
| ----------------- | --- |
| 25 listopada 1966 | Atlanta Buenos Aires – Boca Juniors 0:0                                                                                     |
| 25 listopada 1966 | River Plate – Argentinos Juniors 3:1 Oscar Más, Juan C. Lallana, Luis Cubilla - Osvaldo Sosa                                |
| 25 listopada 1966 | San Lorenzo de Almagro – Gimnasia y Esgrima La Plata 3:2 Narciso Doval (2), Héctor Veira - Oscar T. López (2, 1k)           |
| 25 listopada 1966 | Estudiantes La Plata – CA Huracán 1:1 Raúl Madero - Alberto Cabaleiro                                                       |
| 26 listopada 1966 | Newell’s Old Boys – Club Atlético Lanús 2:2 Roque Avallay, Juan C. Justich - Ángel Silva, Bernardo Acosta                   |
| 27 listopada 1966 | Racing Club de Avellaneda – Independiente 3:3 Rubén Díaz, Jaime Martinoli, Juan C. Cárdenas - Jesús Roldán, Luis Artime (2) |
| 27 listopada 1966 | CA Argentino de Quilmes – CA Colón 1:0 Miguel A. Basílico (k)                                                               |
| 27 listopada 1966 | CA Vélez Sarsfield – CA Platense 2:1 Leonardo Recúpero, Juan C. Carone - Juan C. Schneider                                  |
| 27 listopada 1966 | CA Banfield – Rosario Central 1:2 Norberto Raffo - Adolfo Bielli, Carlos A. Bulla                                           |
| 27 listopada 1966 | Chacarita Juniors – Ferro Carril Oeste 0:3 Miguel A. Tojo (2), Ángel Paz                                                    |

### Kolejka 38
| Data           | Mecz |
| -------------- | --- |
| 1 grudnia 1966 | Boca Juniors – Vélez Sarsfield 0:3 Daniel Willington, Rubén Magdalena s, Juan C. Carone                                       |
| 1 grudnia 1966 | Ferro Carril Oeste – River Plate 2:3 Raúl Noguera, Miguel A. Tojo (k) - Vladem Lázaro Ruiz Quevedo “Delem”, Oscar Más (2)     |
| 2 grudnia 1966 | Rosario Central – Chacarita Juniors 1:0 Carlos Griguol                                                                        |
| 3 grudnia 1966 | Gimnasia y Esgrima La Plata – Atlanta Buenos Aires 2:2 Oscar T. López, Carlos Castillo - Roberto Salomone, Miguel A. Raimondo |
| 3 grudnia 1966 | CA Huracán – Independiente 2:3 Alberto Cabaleiro, Tito Gómez - Luis Artime, Roberto A. Tarabini (2)                           |
| 4 grudnia 1966 | Racing Club de Avellaneda – San Lorenzo de Almagro 2:0 Alfio Basile, Roberto Perfumo                                          |
| 4 grudnia 1966 | CA Colón – CA Banfield 3:0 Néstor Manfredi (3)                                                                                |
| 4 grudnia 1966 | Club Atlético Lanús – CA Argentino de Quilmes 4:3 Bernardo Acosta (4) - Carlos Della Savia (2), Miguel A. Basílico            |
| 4 grudnia 1966 | CA Platense – Newell’s Old Boys 1:3 José Yudica - Roberto Miretto, Juan C. Ibáñez, Roque Avallay                              |
| 6 grudnia 1966 | Argentinos Juniors – Estudiantes La Plata 0:0                                                                                 |

### Końcowa tabela sezonu 1966
| Poz | Klub                        | Mecze | Zw | Rem | Por | Pkt | BrZd | BrStr |
| --- | --------------------------- | ----- | -- | --- | --- | --- | ---- | ----- |
| 1   | Racing Club de Avellaneda   | 38    | 24 | 13  | 1   | 61  | 70   | 24    |
| 2   | River Plate                 | 38    | 22 | 12  | 4   | 56  | 66   | 26    |
| 3   | Boca Juniors                | 38    | 17 | 14  | 7   | 48  | 51   | 32    |
| 4   | San Lorenzo de Almagro      | 38    | 17 | 12  | 9   | 46  | 48   | 34    |
| 5   | CA Vélez Sarsfield          | 38    | 15 | 16  | 7   | 46  | 49   | 38    |
| 6   | Independiente               | 38    | 14 | 16  | 8   | 44  | 54   | 34    |
| 7   | Estudiantes La Plata        | 38    | 12 | 17  | 9   | 41  | 44   | 37    |
| 8   | Gimnasia y Esgrima La Plata | 38    | 13 | 13  | 12  | 39  | 49   | 41    |
| 9   | Argentinos Juniors          | 38    | 14 | 11  | 13  | 39  | 40   | 44    |
| 10  | Atlanta Buenos Aires        | 38    | 10 | 18  | 10  | 38  | 45   | 39    |
| 11  | Newell’s Old Boys           | 38    | 14 | 10  | 14  | 38  | 45   | 51    |
| 12  | Rosario Central             | 38    | 10 | 17  | 11  | 37  | 31   | 30    |
| 13  | CA Banfield                 | 38    | 13 | 11  | 14  | 37  | 45   | 48    |
| 14  | Club Atlético Lanús         | 38    | 9  | 13  | 16  | 31  | 43   | 55    |
| 15  | CA Huracán                  | 38    | 10 | 9   | 19  | 29  | 41   | 62    |
| 16  | CA Colón                    | 38    | 8  | 11  | 19  | 27  | 30   | 53    |
| 17  | CA Platense                 | 38    | 6  | 15  | 17  | 27  | 25   | 51    |
| 18  | Ferro Carril Oeste          | 38    | 9  | 9   | 20  | 27  | 37   | 64    |
| 19  | CA Argentino de Quilmes     | 38    | 8  | 10  | 20  | 26  | 39   | 59    |
| 20  | Chacarita Juniors           | 38    | 5  | 13  | 20  | 23  | 36   | 66    |

### Klasyfikacja strzelców bramek 1966
| Gole | Piłkarz            | Klub                      |
| ---- | ------------------ | ------------------------- |
| 23   | Luis Artime        | Independiente             |
| 18   | Jaime Martinoli    | Racing Club de Avellaneda |
| 18   | Héctor Veira       | San Lorenzo de Almagro    |
| 17   | Alfredo Rojas      | Boca Juniors              |
| 16   | Marcos Conigliario | Estudiantes La Plata      |
| 16   | Juan Rodríguez     | Racing Club de Avellaneda |